# Being the Ricardos
Being the Ricardos és una pel·lícula dramàtica i biogràfica nord-americana del 2021. Està escrita i dirigida per Aaron Sorkin. La pel·lícula segueix la relació entre els protagonistes de I Love Lucy Lucille Ball i Desi Arnaz. Nicole Kidman i Javier Bardem donen vida a Ball i Arnaz, respectivament, i a la pel·lícula també apareixen J. K. Simmons, Nina Arianda, Tony Hale, Alia Shawkat, Jake Lacy i Clark Gregg en papers secundaris.
La pel·lícula va rebre tres nominacions per la 94na edició dels Premis Oscar: Millor actor per Bardem; Millor actriu per a Kidman; i Millor actor secundari per a Simmons. Als Globus d'Or del 2021 també va rebre 3 nominacions: Millor actriu – Drama per Kidman; la qual va guanyar, Millor actor – Drama per Bardem; i Millor guió per Sorkin.

## Argument
La pel·lícula s'explica des de tres perspectives diferents: a partir d'entrevistes amb els guionistes principals del programa: Jess Oppenheimer (també era el show runner) del programa, Madelyn Pugh i Bob Carroll Jr.; flashbacks; i preparacions per la gravació en directe de 1953.
El 1939, Lucille Ball (28 anys), és una actriu contractada per RKO Pictures. Aconsegueix petits papers en grans produccions, però només apareix en pel·lícules de baix pressupost. És triada per actuar a la comèdia Too Many Girls, pel·lícula la qual Pugh descriu com a un a obra de teatre dolenta convertida en una pel·lícula encara més dolenta. Ella coneix a un altre actor: Desni Arnaz, un cantant cubà de 22 anys i de qui s'enamora instantàniament. Mesos després del rodatge, els dos es casen i van a viure junts a Hollywood. Ell ha d'anar a servir a la Segona Guerra Mundial.
Ball és escollida pe aparèixer a la pel·lícula de 1942 The Big Street. Tot i que la pel·lícula té poc impacte, la seva actuació és elogiada. Es troba amb el president de RKO i té confiança que aconseguirà millors guions; en comptes d'això el president acaba el contracte amb ella. Ell li suggereix que podria dedicar-se a la ràdio. El 1948, comença a aparèixer al programa de ràdio My Favourite Husband, el qual es converteix en un gran èxit. El programa crida l'atenció de la CBS i la companyia de cigarrets Philip Morris, qui va suggerir que el programa de ràdio es convertís en un de televisió. Ball accepta, però posa la condició que Arnaz ha de ser el seu marit en el programa. El productors, en un principi es neguen a la condició ja que Arnaz és cubà, però més tard accedeixen ja que Ball no els dona els drets del programa. Ella també espera que treballar amb l'Arnaz faci que no li sigui infidel i que, d'aquesta manera, pugui salvar el matrimoni.
El 1953, el programa canvia de nom i és nombrat I Love Lucy i esdevé un gran hit amb quasi 60 milions d'espectadors cada setmana. Durant la producció, Ball ha de lidiar amb diversos problemes: la Vivian Vance i en William Frawley, dos actors que fan de parella casada, no es cauen bé, i Frawley, habitualment arriba begut al rodatge. Ball i Arnaz anuncien a CBS que ella està embarassada. El productors volen que amagui l'embaràs, però la parella es nega i proposa que s'ensenyi (tot i que no estava permès dir la paraula "embaràs" a la televisió).
Ball també lidia amb Arnaz, qui de nit arriba tard a casa i, a més a més, una foto d'ell amb una altra dona surt a la llum. Ell li explica que juga a cartes amb altres dones i que quan acaba molt tard, es queda a dormir a allà i també li diu que aquella fotografia té sis mesos; ella el creu. Ella demana a Oppenheimer que li doni el paper de productor, amb l'esperança que això també ajudi a que no li sigui infidel.
La nit de la gravació en directe, un diari acusa a Ball de comunista, tot i que mesos abans havia estat investigada per la HUAC. Ball diu al públic que quan era jove va afiliar-se al Partit Comunista ja que va estar influenciada per un familiar. Arnaz, en comptes d'escalfar amb el públic, s'adreça a ell sobre les acusacions a Ball. Ell agafa una trucada del director del FBI, dient que ella ha estat alliberada de tots els càrrecs.
Mentre la parella celebra, Ball ensenya una bossa de mà a Arnaz amb un pintallavis a dins i ell li diu que és el de la Lucy, però ell li ensenya una altra bossa de mà amb el seu pintallavis dins, provant així, la infidelitat de Arnaz. Quan la gravació comença, Ball perd la concentració momentàniament. Tornen a començar al gravació i ella està més concentrada.
La pel·lícula acaba explicant que Ball va demanar el divorci a Arnaz després del seu últim programa al 1960.

## Repartiment
| - Nicole Kidman com a Lucille Ball - Javier Bardem com a Desi Arnaz - J.K. Simmons com a William Frawley - Nina Arianda com a Vivian Vance - Tony Hale com a Jess Oppenheimer - John Rubinstein com a Jess Oppenheimer vell | - Alia Shawkat com a Madelyn Pugh - Linda Lavin com a Madelyn Pugh vella - Jake Lacy com a Bob Carroll Jr. - Ronny Cox com a Bob Carroll vell - Clark Gregg com a Howard Wenke - Nelson Franklin com a Joe Strickland | - Jeff Holman com a Roger Otter - Jonah Platt com a Tip Tribby - Christopher Denham com a Donald Glass - Brian Howe com a Charles Koerner - Ron Perkins com a Macy |

## Producció
El projecte va ser anunciat per primera vegada durant el setembre de 2015 i estava previst que Cate Blanchett dones vida a Lucille Ball i que Aaron Sorkin escrivís el guió. La pel·lícula seria adquirida per Amazon Studios a l'agost de 2017.
Originalment, a la producció se li va donar un "tax credit" per gravar a Califòrnia durant el novembre de 2019, i els productors van revelar que es trobarien amb els directors el gener de 2020. Tot i així, el gener de 2021, Blanchett va deixar el projecte i Nicole Kidman en negociacions per reemplaçar-la i Javier Bardem també en negociacions donar vida a Desi Arnaz. Sorkin, havent gaudit de la direcció de The Trial of the Chicago 7, va escollir dirigir la pel·lícula ell mateix. El càsting de Kidman va rebre certa controvèrsia per les xarxes socials, per la qual Lucie Arnaz, filla de la parella, va parlar en defensa del càsting de Kidman. El febrer, J. K. Simmons i Nina Arianda van ser escollits per representar a William Frawley i Vivian Vance, respectivament.
El rodatge va començar el 29 de març de 2021, a Los Angeles, amb Tony Hale, Alia Shawkat, Jake Lacy i Clark Gregg afegits al repartiment. La producció va cancel·lar el rodatge al Chateau Marmont a causa del backlash contra l'establiment. El setembre de 2021, Sorkin va dir que la pel·lícula ja estava en postproducció.

## Estrena
La pel·lícula va ser estrenada a Nova York el 7 de desembre de 2021. El 10 de desembre de 2021, Being the Ricardos va ser estrenada exclusivament a cinemes dels Estats Units i onze dies després, el 21 de desembre, va ester disponible en streaming per Amazon Prime Video. Al cap d'un mes, el 20 de gener de 2022, la pel·lícula va estar visualitzada durant 601 minuts.
Tot i que Amazon Studios no ha publicat dades oficials, s'estima que durant el primer dia, la pel·lícula va recaptar uns 150,000 dòlars, entre els 450 teatres on es va projectar, i que, durant el primer cap de setmana, va recaptar un total de 450,000 dòlars.

## Recepció
Al lloc web Rotten Tomatoes, Being the Ricardos té una aprovació del 68% basada en 269 ressenyes i amb una nota de 6.6 sobre 10. El consens crítics del lloc web diu: "Being the Ricardos no pot esperar capturar el poder dels seus temes, però Nicole Kidman té una pilota amb el guió de Aaron Sorkin." A Metacritic dona a la pel·lícula una nota de 60 sobre 100, basada en 51 opinions de crítics, indicant "ressenyes mixtes".
Richard Roeper, del Chicago Sun-Times, va donar a la pel·lícula 3.5 estrelles de les 4 possible i va dir que, tot i les males reaccions davant del càsting de Kidman i Bardem en els papers protagonistes, destacant que Bardem capta molt bé l'escènica d'Arnaz. Lindsey Bahr de l'Associated Press va dir que "mentre que ningú confondrà a Kidman o Bardem amb els seus personatges reals, ells van ser contractats per ser actors, no mims, i fan una feina increïble en donar vida a l'esperit de la seva vida fora de càmeres, il·lustrant una relació plena, complexa i adulta." Stephanie Zacharek va mencionar que "Kidman fa una bona Lucille Ball" i que "Bardem és una Arnaz meravellós, trobant les complexitats en un home que potser no sabíem que eren allà."
El càsting de Bardem, un actor europeu, per interpretar a Arnaz, un personatge Cubà-americà també va ser rebut amb certa crítica. Laura Bradley va destacar que Hollywood ja és coneguda per "contractar actors espanyols per donar vida a personatges de països que els espanyols van colonitzar." Sorkin, el director, va defensar l'opció de càsting dient que "tenir un actor que va néixer a Espanya actuant en un paper d'un personatge nascut a Cuba no és degradant. I no només era el consultor de càsting que hi estava d'acord, la Lucy, la filla de Desi Arnaz, tampoc tenia cap problema amb això. Així que hi estic molt còmode." Alguns mitjans de comunicació espanyols van acusar la pel·lícula d'enfosquir la pell de Bardem per tal de semblar "més cubà", quan en realitat Arnaz tenia la pell més clara que Bardem.
Addicionalment, també es va destacar que un dels principis claus de la pel·lícula - el qual indicava que el 1953 Arnaz havia tingut problemes personals amb el comunisme ja que a la seva família l'havien fet fora de Cuba a causa del comunisme" - era incorrecte, ja que la Revolució Cubana no es va estendre's a l'illa fins als 1959 i, per contra del què explica la pel·lícula, la família d'Arnaz va emigrar als Estats Units el 1933 a causa de la "Rebel·lió dels Sergents", no la Revolució de Fidel Castro.

### Premis i nominacions
| Data de la cerimònia   | Premis                                             | Categoria                                    | Nominat(s) | Resultat   | Ref.          |
| ---------------------- | -------------------------------------------------- | -------------------------------------------- | --- | ---------- | ------------- |
| 6 de desembre de 2021  | Premis Detroit Film Critics Society                | Millor actriu                                | Nicole Kidman | Nominada   | [ 42 ]        |
| 6 de desembre de 2021  | Premis Washington DC Area Film Critics Association | Millor actriu                                | Nicole Kidman | Nominada   | [ 43 ]        |
| 19 de desembre de 2021 | Premis St. Louis Film Critics                      | Millor actriu                                | Nicole Kidman | Nominada   | [ 44 ] [ 45 ] |
| 19 de desembre de 2021 | Premis St. Louis Film Critics                      | Millor guió original                         | Aaron Sorkin | Nominat    | [ 44 ] [ 45 ] |
| 19 de desembre de 2021 | Premis St. Louis Film Critics                      | Millor repartiment                           | Being the Ricardos | Nominats   | [ 44 ] [ 45 ] |
| 9 de gener de 2022     | Premis Globus d'Or                                 | Millor actor - Drama                         | Javier Bardem | Nominat    | [ 46 ]        |
| 9 de gener de 2022     | Premis Globus d'Or                                 | Millor actriu - Drama                        | Nicole Kidman | Guanyadora | [ 46 ]        |
| 9 de gener de 2022     | Premis Globus d'Or                                 | Millor guió                                  | Aaron Sorkin | Nominat    | [ 46 ]        |
| 26 de gener de 2022    | Premis AACTA                                       | Millor pel·lícula                            | Being the Ricardos | Nominada   | [ 47 ]        |
| 26 de gener de 2022    | Premis AACTA                                       | Millor actriu                                | Nicole Kidman | Guanyadora | [ 47 ]        |
| 26 de gener de 2022    | Premis AACTA                                       | Millor guió                                  | Aaron Sorkin | Guanyador  | [ 47 ]        |
| 22 de febrer de 2022   | Premis Set Decorators Society of America           | Millor disseny d'una pel·lícula històrica    | Ellen Brill & Jon Hutman                                                                                               | Guanyadors | [ 48 ] [ 49 ] |
| 27 de febrer de 2022   | Premis Screen Actors Guild                         | Millor actor                                 | Javier Bardem | Nominat    | [ 50 ]        |
| 27 de febrer de 2022   | Premis Screen Actors Guild                         | Millor actriu                                | Nicole Kidman | Nominada   | [ 50 ]        |
| 28 de febrer de 2022   | Premis Hollywood Critics Association               | Millor pel·lícula                            | Being the Ricardos | Nominada   | [ 51 ] [ 52 ] |
| 28 de febrer de 2022   | Premis Hollywood Critics Association               | Millor actriu                                | Nicole Kidman | Nominada   | [ 51 ] [ 52 ] |
| 28 de febrer de 2022   | Premis Hollywood Critics Association               | Millor guió original                         | Aaron Sorkin | Nominat    | [ 51 ] [ 52 ] |
| 28 de febrer de 2022   | Premis Hollywood Critics Association               | Millor pentinat i maquillatge                | Ana Lozano, David Craig Forrest, Kim Santantonio, Kyra Panchenko, Michael Ornelaz, Teressa Hill & Yvonne DePatis Kupka | Nominats   | [ 51 ] [ 52 ] |
| 13 de març de 2022     | Premis BAFTA                                       | Millor guió original                         | Aaron Sorkin | Nominat    | [ 53 ]        |
| 13 de març de 2022     | Premis BAFTA                                       | Millor banda sonora original                 | Daniel Pemberton | Nominat    | [ 53 ]        |
| 13 de març de 2022     | Premis Critics Choice Film                         | Millor actriu                                | Nicole Kidman | Nominada   | [ 54 ] [ 55 ] |
| 13 de març de 2022     | Premis Critics Choice Film                         | Millor actor de repartiment                  | J. K. Simmons | Nominat    | [ 54 ] [ 55 ] |
| 13 de març de 2022     | Premis Critics Choice Film                         | Millor guió original                         | Aaron Sorkin | Nominat    | [ 54 ] [ 55 ] |
| 19 de març de 2022     | Producers Guild of America                         | Millor producció d'una pel·lícula de cinemes | Todd Black | Nominat    | [ 56 ] [ 57 ] |
| 20 de març de 2022     | Writers Guild of America                           | Millor guió original                         | Aaron Sorkin | Nominat    | [ 58 ]        |
| 27 de març de 2022     | Premis Oscar                                       | Millor actor                                 | Javier Bardem | Pendent    | [ 59 ]        |
| 27 de març de 2022     | Premis Oscar                                       | Millor actriu                                | Nicole Kidman | Pendent    | [ 59 ]        |
| 27 de març de 2022     | Premis Oscar                                       | Millor actor secundari                       | J. K. Simmons | Pendent    | [ 59 ]        |
| 2 d'abril de 2022      | Premis Satellite                                   | Millor actriu - Drama                        | Nicole Kidman | Pendent    | [ 60 ]        |
| 2 d'abril de 2022      | Premis Satellite                                   | Millor actor de repartiment                  | J. K. Simmons | Pendent    | [ 60 ]        |